# Valentín Trujillo (escritor)
Valentín Trujillo (Maldonado, junio de 1979) es un escritor, funcionario, profesor y periodista uruguayo. 
En 2017, fue incluido en la lista Bogotá39, como uno de los mejores escritores latinoamericanos de ficción menores de 40 años.

## Biografía
Se graduó como profesor de lengua y literatura en el Centro Regional de Profesores del Este, en Maldonado, su ciudad natal. Estudió cine en Cinemateca Uruguaya y periodismo en la Universidad Católica del Uruguay. 
Valentín Trujillo ha sido profesor de secundaria y ha tenido diversos trabajos: en un vivero, en una estación de servicio, en una librería, en un aeropuerto.
Es columnista del diario El Observador, donde trabajó como periodista entre 2005 y 2015.

## Ámbito literario
El primer género en el que incursionó fue la poesía, en la adolescencia, cuando estaba en secundaria. "A los 15 años yo era un lector muy ávido, leía tanto que creo que de pronto leía textos filosóficos que no llegaba a entender del todo. Y empecé a escribir para probar cosas, en una clara faceta de imitación", ha dicho sobre esos año juveniles. Ya estudiando en el Centro Regional de Profesores del Este participó, junto con Damián González y otros compañeros, en la creación dos revistas literarias: MAT e Iscariote. En la primera, "jugaban" a ser poetas de dos movimientos distintos, del Pino (elitistas, "medio aristócratas") y los del Eucaliptu (populares, "barrio bajeros"); escribía su versos con seudónimos; el de Trujillo era Héctor Pascale.
Pero su carrera literaria la comenzó con cuentos y su primer libro de relatos, Jaula de costillas, obtuvo el XIV Premio Nacional de Narrativa “Narradores de la Banda Oriental” 2006, fallado al año siguiente, con la Medalla Morosoli de Oro.  Su segundo libro, Entre jíbaros, también de cuentos, apareció en 2013 en Estuario Editora.
El mismo año publicó un libro sobre fútbol escrito con su esposa, la periodista Elena Risso: Nacional 88. Historia íntima de una hazaña; en 2017 sale la biografía sobre Carlos Real de Azúa, que fue distinguida con el Premio Bartolomé Hidalgo de la Cámara Uruguaya del Libro. y ese mismo año aparece ¡Cómanse la ropa!, su primera novela, que había terminado en enero de 2015 y que al año siguiente ganó el Premios Onetti en narrativa.
Entre 2020 a 2024 fue director de Biblioteca Nacional de Uruguay.

## Obras
- 2007,  Jaula de costillas, cuentos, Banda Oriental.
- 2013,  Entre jíbaros, cuentos, Estuario Editora.
- 2013,  Nacional 88. Historia íntima de una hazaña, con su esposa, la periodista Elena Risso; Fin de Siglo.
- 2017,  Real de Azúa. Una biografía intelectual, Ediciones B.
- 2017,  ¡Cómanse la ropa!, novela, Intendencia de Montevideo.[14]
- 2019, Revolución en sepia, novela, Literatura Random House.

## Premios y reconocimientos
- 2006, XIV Premio Nacional de Narrativa “Narradores de la Banda Oriental” por el cuentario Jaula de costillas con la Medalla Morosoli de Oro (convocado por Fundación Lolita Rubial y la Intendencia Municipal de Lavalleja en acuerdo con Ediciones de la Banda Oriental y fallado en 2007)
- 2015, Premio Legión del Libro.[15]
- 2016, Medalla de Honor otorgada por la Cámara Uruguaya del Libro por sus aportes a la crítica literaria periodística.
- 2016, Premio Onetti, categoría narrativa, por la novela ¡Cómanse la ropa!
- 2017, Bogotá39 seleccionado entre los 39 mejores escritores latinoamericanos de ficción menores de 40 años.
- 2017, Premio Bartolomé Hidalgo, categoría Testimonio, memorias y biografías (Cámara Uruguaya del Libro) por Real de Azúa. Una biografía intelectual.